# Hieracium diapsarum
Hieracium diapsarum là một loài thực vật có hoa trong họ Cúc. Loài này được Omang mô tả khoa học đầu tiên năm 1912.